# Wallfahrtskirche Allerheiligen im Mühlkreis

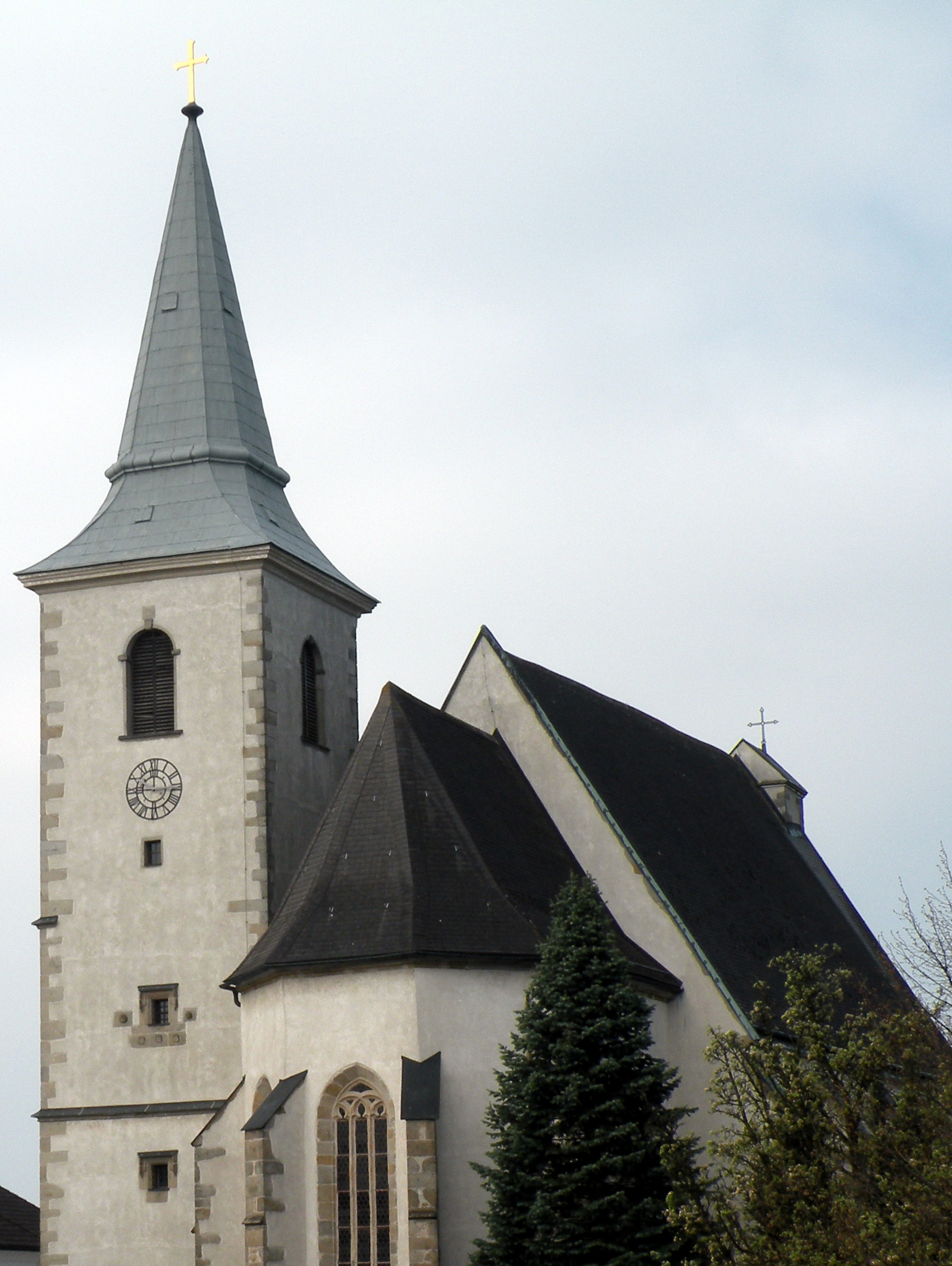
Katholische Pfarr- und Wallfahrtskirche in Allerheiligen im Mühlkreis

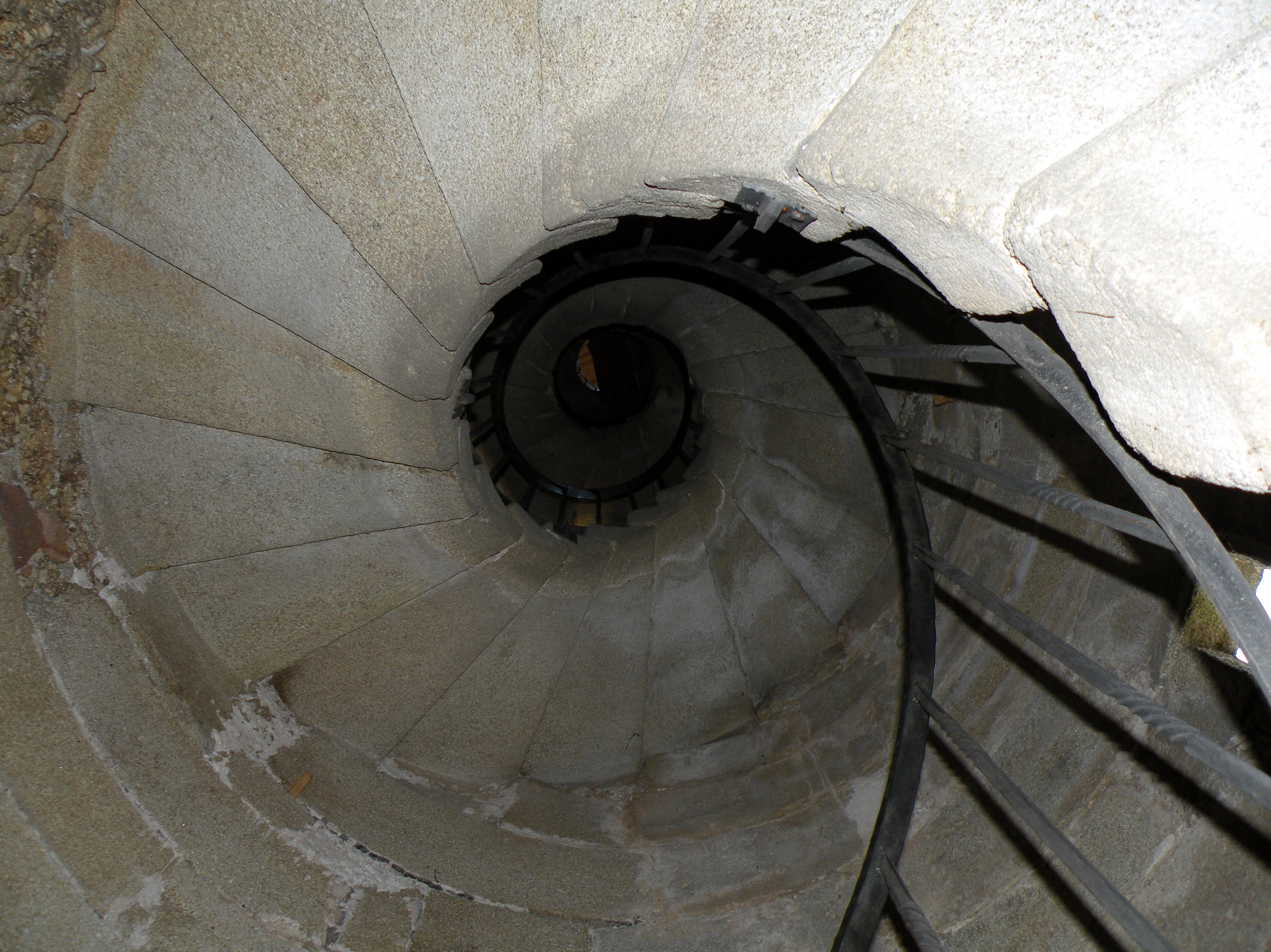
Spindellose Wendeltreppe

Die Pfarr- und Wallfahrtskirche Allerheiligen im Mühlkreis steht auf dem höchsten Punkt des Bergrückens in der Gemeinde Allerheiligen im Mühlkreis im Bezirk Perg in Oberösterreich. Die auf Unsere Liebe Frau Königin Aller Heiligen geweihte römisch-katholische Pfarrkirche und Wallfahrtskirche gehört zum Dekanat Perg in der Diözese Linz. Die Kirche steht unter Denkmalschutz (Listeneintrag).

## Geschichte

### Geschichte der Pfarre
Die erste urkundliche Erwähnung einer Kirche in Allerheiligen findet man im Jahre 1454. Die Kirche in Allerheiligen gehörte im Lauf der Jahrhunderte zu verschiedenen Grundherrschaften, beispielsweise ab 1551 zur Herrschaft Schwertberg. Die seelsorgliche Betreuung erfolgte anfangs von der Pfarrkirche Tragwein aus, wurde erst 1784 eine Pfarrexpositur von Tragwein, und wurde 1891 eine selbständige Pfarre.
Die unter der Pfarrnummer 4008 geführte Pfarre betreut 610 Katholiken, die sich mit Ausnahme der zur Pfarre Perg gehörenden Ortschaften Judenleiten und Niederlebing im Süden und der zur Pfarre Tragwein gehörenden Ortschaften Baumgarten, Hennberg und Kriechbaum im Westen auf das Gemeindegebiet von Allerheiligen im Mühlkreis verteilen.
Zum Pfarrgebiet gehören im Wesentlichen die Ortschaften Allerheiligen und Oberlebing sowie ein sehr kleiner Abschnitt der Marktgemeinde Tragwein.

### Gründungslegende
Die Gründungslegende besagt:

„Um das Jahr 1490 lebte in Allerheiligen ein von der Pest befallener Bauer. Sein letzter Wunsch war, seinen Leichnam auf einen Karren zu legen, ein paar Rinder vorzuspannen und diese frei ziehen lassen. An der Stelle, an der sie stehen blieben, sollte er begraben und eine Hütte zum Gebet errichtet werden. Der Ort, wo der Wagen stehenblieb, war unbewohnte Wildnis. Zu der aus einer riesigen Föhre erbauten kleinen Kapelle pilgerten alsbald viele Menschen, vor allem Kranke, die sich Genesung erhofften und spendeten dabei so viel Geld, dass schon im Jahre 1492 mit dem Bau der heutigen Kirche begonnen werden konnte.“

### Pfarrer
- Johann Brunner (1823 bis 1832)
- Johann Putschögl (1832 bis 1856)
- Franz Xaver Voglmayr (1856 bis 1866)
- Franz Xaver Bohdanovicz (1866 bis 1892)
- Georg Wagner (1892 bis 1904)
- Leopold Fuchs (1904 bis 1918)
- Andreas Hebrank (1918 bis 1929)
- Josef Radgeb (1929 bis 1970)
- Pater Edilbert Unterberger (1970 bis 1992)
- Pater Christof Mösserer (1992 bis 2012)
- Konrad Hörmanseder (2012 bis dato)

### Baugeschichte
Mit dem Bau einer massiven Kirche in den nach wie vor bestehenden Ausmaßen mit einer Gesamtlänge von 29 Metern, einer Breite des Kirchenschiffs von 12 Metern und einer Breite des Presbyteriums von 8 Metern wurde 1504 begonnen, das Oratorium über der Sakristei war 1521 fertig, der Kirchturm 1522. Die Quadersteine zum Kirchenbau wurden von der verfallenen Burg Geiersberg in Lebing antransportiert. Das Langhaus wurde in der ersten Hälfte des 17. Jahrhunderts (1649) nach einem Brand wiedererrichtet.
Neben der großen Sanierung nach dem Brand 1649 erfolgten weitere Sanierungen des Kirchengebäudes, unter anderem 1766 die Neueindeckung des Turms, 1796 die Erneuerung der durch Hagel zerstörten Kirchenfenster, 1840 Anbringung eines neuen Außenputzes, 1892 vergoldetes Kreuz und Blechdach für den Turm, 1897 Erneuerung des nördlichen Kirchentors, 1924, Verkleidung des Kirchturms mit Eternit, 1931 Erneuerung der Kirchenuhr. Zwischen 1972 und 1985 wurde die Kirche sowohl außen als auch innen gründlich saniert.
Sanierungen im Innenraum betrafen unter anderem die Erneuerung der alten Kanzel 1747, Verlegung eines Steinpflasters 1767, Anschaffung eines neuen Tabernakel 1827, Ausbesserung der Altäre 1831 und Restaurierung des Altarbilds 1845, Einleitung des elektrischen Lichts 1948, Aufstellung des Volksaltars 1970.

## Architektur
Die heutige Wallfahrtskirche ist eine dreischiffige, vierjochige spätgotische Langhaushalle mit barocken Kreuzgratgewölben. An drei Seiten der Kirche befinden sich spätgotische Emporen.
Im Erdgeschoß des gotischen, 35 Meter hohen Südturms befindet sich die Sakristei mit einem Zellengewölbe. An der westlichen Giebelfassade erhebt sich der Schneckenturm, ein oktogonaler, der Öffentlichkeit zugänglicher Treppenturm, der auf 62 Stufen einer freischwebenden, spindellosen Wendeltreppe bestiegen werden kann.
Im Altarraum befinden sich ein gotisches Sakramentshäuschen und eine gotische Empore.

## Ausstattung

### Einrichtung
Der Hochaltar ist ein neugotisches Werk von Franz Oberhuber aus dem Jahr 1879. Im Zentrum stehen eine Figur der Muttergottes, die einen Geisteskranken heilt (Gründungslegende) und verschiedene Heiligenstatuen sowie Reliefs mit Szenen aus dem Leben Mariens. Die beiden Seitenaltäre sind ebenfalls neugotisch (1890/1903) und dem hl. Josef bzw. dem Heiligsten Herzen Jesu gewidmet. Auf beiden Seitenaltären befinden sich ebenfalls zahlreiche Heiligenstatuen.

### Frühbarocke Orgel

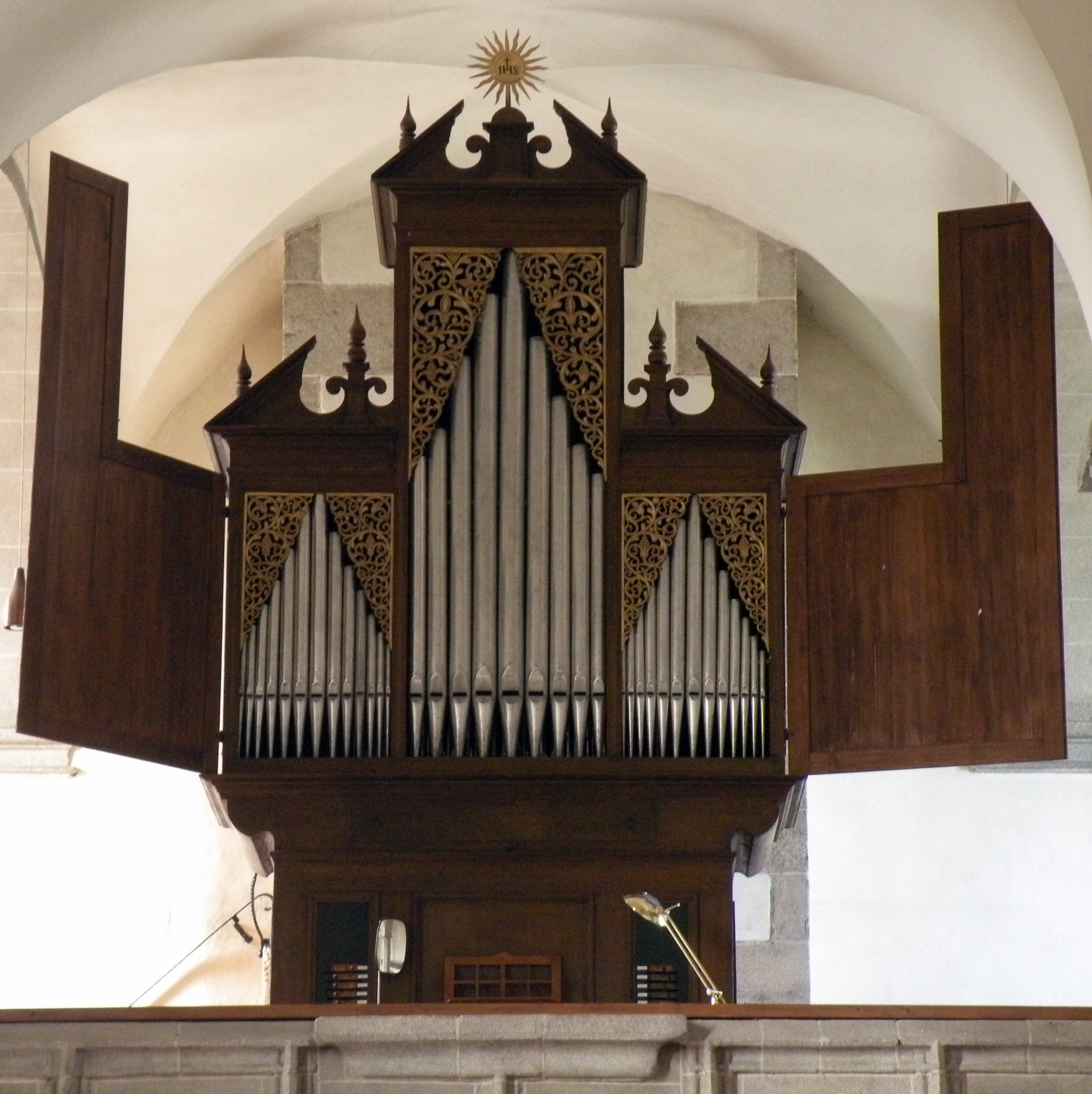
Orgelprospekt

Eine Besonderheit in der Wallfahrtskirche ist die frühbarocke Orgel aus dem 17. Jahrhundert. Ein schmales hohes Gehäuse mit rekonstruierten Flügeltüren beherbergt ein Werk mit zehn Registern auf einem Manual. 
Jährlich finden im Sommer die Allerheiligener Orgeltage mit Musikern aus aller Welt statt. Die mitteltönige Orgel ist eines der ältesten und seltensten Instrumente Österreichs. Sie wurde zwischen 1610 und 1650 von einem unbekannten Orgelbauer gebaut und hat zehn Register und hat kein Pedal. Das einzige Manual der Orgel ist für kurze Octav (C, D, E, F, G, A, B - c3).
Die Orgel wurde 1995 von den Orgelbaumeistern Marc Garnier und Reinhold Humer restauriert. Der Pfeifenbestand wurde vervollständigt und die Orgel erhielt auch wieder die ursprüngliche mitteltönige Stimmung. Die Stimmtonhöhe ist 466 Hz. Der Windladen ist ein Schleifladen. Die Spieltraktur und die Registertraktur sind mechanisch. 
Die Aufbringung der Mittel erfolgte durch einen Orgelverein.
Disposition der Orgel
Copl Major: großteils original
Copl Minor: großteils original
Fledten: rekonstruiert mit einer böhmischen Flöte als Vorbild
Ocktaf Major: rekonstruiert
Prinzipal: original
Quinta Major: original
Quinta Minor zu 50 % original
Qcktaf Minor: zu 50 % original
Mixtur: zu 50 % original
Bas (C-F): rekonstruiert.

### Glocken
Im vierstimmigen Geläute der Kirche läutet auch eine Glocke aus dem 15. Jahrhundert, die bereits in der ursprünglich errichteten Holzkirche verwendet wurde. Die drei weiteren Glocken wurden 1950 als Ersatz für die in den Weltkriegen für Kriegszwecke abgenommenen Glocken mit maßgeblicher Unterstützung der Kamig AG und er Bevölkerung angeschafft.